# Héctor Leis
Héctor Eloy Leis Riccetto (17 de septiembre de 1945- 20 de agosto de 1997), apodado Bolita Leis, fue un escribano y político uruguayo, perteneciente al Partido Nacional.

## Biografía
Hijo de Héctor y de Amalia Riccetto, fue conocido cariñosamente como "el Bolita". Estudió en la Universidad de la República, graduándose como escribano en febrero de 1973. Se casó con Alondra Barrios, con quien tuvo dos hijos, Aldonza y Héctor. Este último, actualmente, se desempeña como escribano en la ciudad de Minas y tiene la que hoy sería primera nieta del ex intendente, Julia Leis.
Su militancia política comienza en épocas de estudiante; en 1970 participa en la fundación del Movimiento Universitario Nacionalista. Apoya la candidatura de Wilson Ferreira Aldunate en 1971. Milita activamente en oposición a la dictadura que se instaura después, en especial durante el plebiscito constitucional de 1980.
En noviembre de 1989 resulta elegido Intendente Municipal de Lavalleja. En 1994, es reelecto con una avalancha de votos. Poco después funda el "Grupo de los Intendentes" junto a Jorge Larrañaga. Pero fallece prematuramente poco tiempo después a causa de un rebelde cáncer.

## Homenajes
- En Minas se inauguró un busto en su honor.[3]
- Una rambla y un jardín de infantes de la ciudad de Minas llevan su nombre.
- Una plaza de Illescas lleva el nombre de Leis.[4]